# Tercera Federación (Grupo IV)
El Grupo IV de la Tercera Federación es uno de los grupos que conforman esta categoría. En la actualidad abarca la comunidad autónoma del País Vasco, siendo el quinto nivel de la Liga Española de Fútbol para los equipos de este territorio, por debajo de la Segunda División RFEF, y por encima de la Regional Preferente de Álava, para los conjuntos alaveses, la División de Honor Regional de Guipúzcoa, para los guipuzcoanos, o la División de Honor de Vizcaya, para los vizcaínos.
El Grupo IV es el heredero de su homónimo desde 2021 del Grupo IV de Tercera División, que se creó en el año 1986.

## Sistema de competición
El Grupo IV de Tercera División RFEF suele estar integrado por 20 clubes.
El sistema de competición es el mismo que en el resto de categorías de la Liga. Se disputa anualmente, empezando a finales del mes de agosto o principios de septiembre, y concluye en el mes de mayo o junio del siguiente año.
Los equipos del grupo se enfrentan todos contra todos en dos ocasiones, una en campo propio y otra en campo contrario. El orden de los encuentros se decide por sorteo antes de empezar la competición. El ganador de un partido obtiene tres puntos, el perdedor no suma ninguno y, en caso de un empate, se reparte un punto para cada equipo.
Al término de la temporada, el primer clasificado (excluyendo a los equipos filiales) se clasifica para disputar la siguiente edición de la Copa del Rey.

### Ascenso a Segunda División RFEF
Una vez finalizada la temporada regular, el primer clasificado se proclama campeón y asciende directamente a Segunda División RFEF, mientras que los clasificados entre el segundo y el quinto lugar disputan un playoff territorial para decidir una plaza que da acceso a la Promoción de ascenso a Segunda División RFEF. Esta promoción consta de una ronda de eliminación directa en la que el vencedor asciende de categoría.

### Descenso a Preferente Autónomica
Al término de la temporada los tres últimos clasificados descienden directamente a Regional Preferente de Álava, División de Honor Reg. Guipúzcoa o División de Honor de Vicaya. Existe la posibilidad de que desciendan además tantos equipos a Regional Preferente de Álava, División de Honor Reg. Guipúzcoa o División de Honor de Vicaya, como equipos de País Vasco que desciendan de la Segunda División RFEF a Tercera División RFEF. También puede ocurrir que algunos de los equipos del grupo clasificados para el playoff logre el ascenso a la Segunda División RFEF, en cuyo caso ascenderían a Tercera División RFEF tantos conjuntos de Regional Preferente de Álava, División de Honor Reg. Guipúzcoa o División de Honor de Vicaya como clubes hayan logrado el ascenso a Segunda División RFEF.

### Equipos filiales
Los equipos filiales pueden participar en Tercera División RFEF si sus primeros equipos compiten en una categoría superior de la Liga —Primera División, Segunda División, Primera División RFEF o Segunda División RFEF—. Los filiales y sus respectivos primeros equipos no pueden competir en la misma categoría; por ello, si un equipo desciende a Segunda División RFEF y su filial queda primero o gana los playoff de ascenso a esta categoría, deberá quedarse obligatoriamente en Tercera División RFEF. Del mismo modo, un filial que se haya clasificado para la fase de ascenso a Segunda División RFEF no puede disputarla si el primer equipo milita en dicha categoría. En este caso, lo sustituye el sexto clasificado. Esto no será así si el primer equipo milita en Segunda División RFEF, pero se clasifica para la fase de ascenso a Primera División RFEF.

## Equipos participantes
La Tercera Federación 2021-22 fue disputada por los siguientes equipos:
La Tercera Federación 2022-23 fue disputada por los siguientes equipos:

La Tercera Federación 2023-24 fue disputada por los siguientes equipos:
La Tercera Federación 2024-25 es disputada por los siguientes equipos:

## Clasificación histórica
Actualizado=31 de julio de 2025
| Pos | ban                    | Equipo                   | Temp | Ptos | PJ  | PG | PE | PP | GF  | GC  | DG  | Cam | Sub | Pro | Asc |
| --- | ---------------------- | ------------------------ | ---- | ---- | --- | -- | -- | -- | --- | --- | --- | --- | --- | --- | --- |
| 1   | Bandera del País Vasco | C.D. Basconia            | 4    | 258  | 136 | 74 | 37 | 25 | 247 | 133 | 114 | 1   | 1   | 3   | 1   |
| 2   | Bandera del País Vasco | Club Portugalete         | 5    | 241  | 136 | 66 | 43 | 27 | 212 | 126 | 86  | 0   | 1   | 4   | 0   |
| 3   | Bandera del País Vasco | S.D. Leioa               | 5    | 223  | 136 | 65 | 28 | 43 | 205 | 159 | 46  | 0   | 0   | 2   | 0   |
| 4   | Bandera del País Vasco | S.D. Deusto              | 5    | 211  | 136 | 54 | 49 | 33 | 168 | 130 | 38  | 0   | 0   | 2   | 0   |
| 5   | Bandera del País Vasco | C.D. Vitoria             | 3    | 199  | 102 | 57 | 28 | 17 | 168 | 83  | 85  | 1   | 1   | 1   | 0   |
| 6   | Bandera del País Vasco | S.D. Beasain             | 3    | 197  | 106 | 57 | 26 | 23 | 173 | 106 | 67  | 0   | 2   | 3   | 2   |
| 7   | Bandera del País Vasco | S.C.D. Durango           | 5    | 184  | 136 | 46 | 46 | 44 | 170 | 153 | 17  | 0   | 0   | 0   | 0   |
| 8   | Bandera del País Vasco | C.D. Lagun Onak          | 5    | 183  | 136 | 47 | 42 | 47 | 154 | 155 | -1  | 0   | 0   | 0   | 0   |
| 9   | Bandera del País Vasco | C.D. San Ignacio         | 5    | 173  | 136 | 46 | 35 | 55 | 168 | 186 | -18 | 0   | 0   | 0   | 0   |
| 10  | Bandera del País Vasco | Pasaia K.E.              | 5    | 159  | 136 | 43 | 32 | 61 | 152 | 207 | -55 | 0   | 0   | 0   | 0   |
| 11  | Bandera del País Vasco | Urdúliz F.T.             | 4    | 156  | 136 | 39 | 39 | 58 | 145 | 198 | -53 | 0   | 0   | 0   | 0   |
| 12  | Bandera del País Vasco | Barakaldo C.F.           | 2    | 145  | 68  | 43 | 16 | 9  | 131 | 67  | 64  | 1   | 0   | 1   | 1   |
| 13  | Bandera del País Vasco | C.D. Anaitasuna          | 3    | 121  | 102 | 31 | 28 | 43 | 119 | 136 | -17 | 0   | 0   | 0   | 0   |
| 14  | Bandera del País Vasco | Touring K. E.            | 4    | 119  | 98  | 30 | 29 | 39 | 111 | 144 | -33 | 0   | 0   | 0   | 0   |
| 15  | Bandera del País Vasco | C.D. Aurrerá de Ondarroa | 3    | 109  | 102 | 24 | 27 | 51 | 91  | 146 | -55 | 0   | 0   | 0   | 0   |
| 16  | Bandera del País Vasco | C. D. Padura             | 3    | 99   | 98  | 23 | 30 | 45 | 92  | 134 | -42 | 0   | 0   | 0   | 0   |
| 17  | Bandera del País Vasco | C. D. Derio              | 3    | 89   | 68  | 23 | 20 | 25 | 74  | 74  | 0   | 0   | 0   | 0   | 0   |
| 18  | Bandera del País Vasco | Deportivo Alavés "C"     | 3    | 88   | 68  | 24 | 16 | 28 | 75  | 83  | -8  | 0   | 0   | 0   | 0   |
| 19  | Bandera del País Vasco | Deportivo Alaves "B"     | 1    | 76   | 38  | 21 | 13 | 4  | 72  | 31  | 41  | 1   | 0   | 0   | 1   |
| 20  | Bandera del País Vasco | S. D. Eibar "B"          | 2    | 46   | 34  | 12 | 10 | 12 | 46  | 51  | -5  | 0   | 0   | 0   | 0   |
| 21  | Bandera del País Vasco | U. D. Aretxabaleta       | 2    | 44   | 34  | 12 | 8  | 14 | 40  | 45  | -5  | 0   | 0   | 0   | 0   |
| 22  | Bandera del País Vasco | Santuxtu F.C.            | 1    | 38   | 38  | 8  | 14 | 16 | 42  | 60  | 3   | 0   | 0   | 0   | 0   |
| 23  | Bandera del País Vasco | C. D. Santurtzi          | 2    | 38   | 38  | 8  | 14 | 12 | 46  | 43  | 3   | 0   | 0   | 0   | 0   |
| 24  | Bandera del País Vasco | Uritarra K.T.            | 1    | 38   | 38  | 10 | 8  | 20 | 38  | 52  | -14 | 0   | 0   | 0   | 0   |
| 25  | Bandera del País Vasco | Amurrio Club             | 1    | 37   | 38  | 8  | 13 | 17 | 39  | 45  | -6  | 0   | 0   | 0   | 0   |
| 26  | Bandera del País Vasco | Tolosa C.F.              | 1    | 26   | 38  | 7  | 5  | 26 | 43  | 87  | -44 | 0   | 0   | 0   | 0   |
| 27  | Bandera del País Vasco | Beti Gazte K.J.K.E.      | 1    | 26   | 38  | 6  | 8  | 24 | 34  | 80  | -46 | 0   | 0   | 0   | 0   |
| 28  | Bandera del País Vasco | Añorga K. K. E.          | 2    | 18   | 34  | 3  | 9  | 22 | 31  | 64  | -33 | 0   | 0   | 0   | 0   |
| 29  | Bandera del País Vasco | C. D. Aurrera de Vitoria | 2    | 12   | 30  | 2  | 6  | 22 | 17  | 62  | -45 | 0   | 0   | 0   | 0   |
| 30  | Bandera del País Vasco | C. D. San Viator         | 1    | 8    | 34  | 1  | 5  | 28 | 21  | 91  | -70 | 0   | 0   | 0   | 0   |
| 31  | Bandera del País Vasco | Real Sociedad "C"        | 1    | 0    | 0   | 0  | 0  | 0  | 0   | 0   | 0   | 0   | 0   | 0   | 0   |
| 32  | Bandera del País Vasco | S. D. Zamudio            | 1    | 0    | 0   | 0  | 0  | 0  | 0   | 0   | 0   | 0   | 0   | 0   | 0   |
| 33  | Bandera del País Vasco | ZarautzK.E.              | 1    | 0    | 0   | 0  | 0  | 0  | 0   | 0   | 0   | 0   | 0   | 0   | 0   |

## Palmarés
Nota: indicados en negrita los clubes que continúan en activo así como las temporadas en las que también consiguió el ascenso a Tercera División.
| Club                 | Títulos | Años    |
| -------------------- | ------- | ------- |
| Deportivo Alaves "B" | 1       | 2021-22 |
| Barakaldo C.F.       | 1       | 2022-23 |
| C.D. Vitoria         | 1       | 2023-24 |
| C. D. Basconia       | 1       | 2024-25 |

### Por temporada
| Temporada | Campeón              | Subcampeón       | Tercero          | Cuarto           | Quinto           |
| --------- | -------------------- | ---------------- | ---------------- | ---------------- | ---------------- |
| 2021-22   | Deportivo Alaves "B" | S.D. Beasain     | Club Portugalete | Barakaldo C.F.   | C.D. Basconia    |
| 2022-23   | Barakaldo C.F.       | C.D. Vitoria     | S.D. Leioa       | Club Portugalete | S.D. Deusto      |
| 2023-24   | C.D. Vitoria         | S.D. Beasain     | S.D. Leioa       | S.D. Deusto      | Club Portugalete |
| 2024-25   | C. D. Basconia       | Club Portugalete | S.D. Leioa       | S. D. Beasáin    | S. D. Deusto     |

## Palmarés

### Por temporada
| Temporada | Campeón              | Subcampeón   | Tercero          | Cuarto           | Quinto        |
| --------- | -------------------- | ------------ | ---------------- | ---------------- | ------------- |
| 2021-22   | Deportivo Alaves "B" | S.D. Beasáin | Club Portugalete | Barakaldo C.F.   | C.D. Basconia |
| 2022-23   | Barakaldo C.F.       | C.D. Vitoria | S.D. Leioa       | Club Portugalete | S.D. Deusto   |
| 2023-24   |                      |              |                  |                  |               |